# USS LST-41

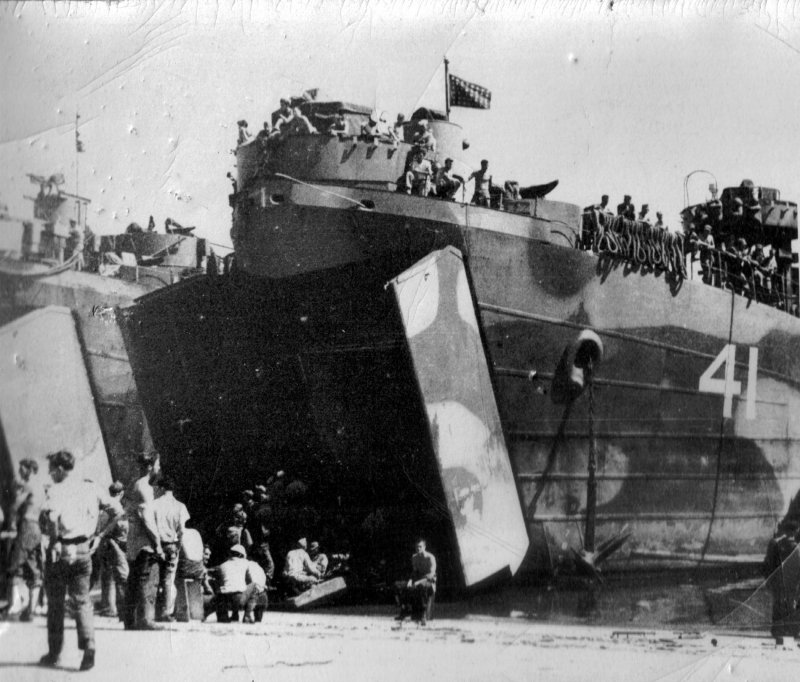
USS LST-41

O USS LST-41 foi um navio de guerra norte-americano da classe LST que operou durante a Segunda Guerra Mundial.